# Günther Fritsch (Journalist)
Günther Fritsch (* 26. Juni 1926 in Wien; † 23. Mai 1982 ebenda) war ein österreichischer Gerichtsreporter, Journalist und humoristischer Autor.

## Leben
Bekannt wurde er durch seine seit 1961 täglich in der Wiener Kronenzeitung erscheinende satirische Kolumne aus dem Gerichtsmilieu, die er zum Teil angeblich erfunden hatte. Die Serie wurde so erfolgreich, dass sie Bücher (Heiteres Bezirksgericht) und fünf Langspielplatten (Wiener Bezirksgericht) u. a. mit Helmut Qualtinger nach sich zog.
Die erste Folge dieser Reihe nahm man im April 1965 mit Erni Mangold, Helmut Qualtinger, Kurt Sowinetz, Otto Kobalek und Heinz Reincke auf. Bei der zweiten Folge von 1966 wirkten Lotte Lang, Fritz Muliar, Helmut Qualtinger und Otto Kobalek mit. Der 3. Teil erschien im Sommer 1971 mit Qualtinger, die vierte Episode vom Herbst 1971 bestritten Brigitte Swoboda, Ernst Meister, Helmut Qualtinger und Kurt Sowinetz.
Dabei trat Fritsch aber auch als Autor von Hörspielproduktionen mit anderem Hintergrund auf, der zwar Wiener Lustspielcharakter, aber nichts mit dem Gerichtsmilieu gemein hatte, wie z. B. Das verflixte siebente Haar (1969) mit Fritz Muliar und Elfriede Ott in den Hauptrollen.
Über sein Privatleben ist kaum etwas bekannt. Bereits 1954 betonte er gegenüber dem Herausgeber der Anthologiereihe Stimmen der Gegenwart, Hans Weigel, dass er aus „privaten Gründen“ keine biografischen Angaben machen wolle und die abgedruckte Arbeit keinen „autobiographischen Charakter“ habe. Dessen ungeachtet förderte ihn Weigel weiterhin. Außerdem scheint Fritsch zum erweiterten Freundes- und Partykreis um Qualtinger Mitte der 1960er Jahre gehört zu haben, wie Bildquellen belegen.
Günter Fritsch fand seine letzte Ruhe im Ehrenhain 40 auf dem Wiener Zentralfriedhof in unmittelbarer Nähe der Grabstellen von Ulla Jacobsson und Fatty George. Unterhalb seiner Lebensdaten findet sich der Titel seines bekanntesten Werks: Heiteres Bezirksgericht.

## Rezeption
Basierend auf seinen Gerichtsreportagen produzierte der ORF 1978 einen Fernsehfilm mit dem Namen Vor Gericht sehn wir uns wieder (Regie: Peter Weck), der den Geschichten in der Person des Oberlandesgerichtsrates a. D. Mautner (Hans Holt) einen roten Faden verleiht. Angeödet durch den Alltag der Pension kramt er dank der Unterstützung des Amtsdieners Gramiller (Otto Schenk) alte Prozessakten hervor und erlebt so die liebgewordenen Fälle vor seinem geistigen Auge wieder neu.

## Werk
- Heiteres Bezirksgericht. Stieglitz-Verlag, Händle Irdning/Steiermark 1979, ISBN 3-7987-0183-0[11]
- Heiteres Bezirksgericht. Eine Auswahl der schönsten Geschichten. Stieglitz-Verlag, Händle Irdning/Steiermark 1987, ISBN 3-7987-0265-9
- Günther Fritsch/Ernst Kein: Heiteres Bezirksgericht. Kremayr & Scheriau 1994, ISBN 978-3218005975

Monolog
- Bekenntnis einer Prostituierten. Sessler, München/Wien 1972 (unveröffentlichtes Manuskript)

Hörbuch
- Wiener Bezirksgericht. (ursprünglich vier Episoden auf Langspielplatte) Hörsturz-Booksound, CD, NA Erding 1991, ISBN 978-3902027290

Hörspiel
- Das verflixte siebente Haar. 1969, Regie: Erich Schwanda
- Die Pforte zur Glückseligkeit. Sprecher: Elly Naschold, Preiser, Wien 1982